# Peder Hansen (biskop)
 For alternative betydninger, se Peder Hansen. (Se også artikler, som begynder med Peder Hansen)
Peder Hansen (født 8. maj 1746 i København, død 26. december 1810 i Odense) var en dansk biskop og ældre bror til bygmester Christian Frederik Hansen.

## Baggrund
Forældrenes kår var ringe, da læderhandelen var ubetydelig, og moderen blev i 1749 antaget til amme hos den senere Kong Christian VII og var hos ham i
7 år.
Hansen blev dog student med udmærkelse fra Kjøbenhavns Skole i 1764. Samme udfald fik hans attestats i 1768. Med kongelig understøttelse rejste han udenlands og studerede i Halle under Semler og Nøsselt, til hvem han var anbefalet af J.A. Cramer. Han boede i Semlers hus og blev stærkt påvirket af Semler, der var teolog. Efter to års ophold i Halle drog han til Jena og blev efter udarbejdelsen af flere akademiske skrifter medlem af det weimarske-latinske selskab.

## Teologiske karriere
Efter sin hjemkomst blev han i 1771 af Struensee kapellan ved Slots- og Garnisonsmenigheden i Helsingør og måtte prædike på både tysk og dansk. Under Caroline Mathildes ophold på Kronborg holdt han kabinetsprædikener for den fængslede dronning, og disse blev udgivet i 1773.
I 1775 blev han sognepræst i Skanderborg, hvorfra han i 1779 forflyttedes til Ringsted. Her virkede
han sammen med Henrik Ussing som kapellan. I 1780 fik Hansen titlen teologisk professor, og med sin dygtighed som prædikant kunne han i længden ikke holdes i den lille købstad. Under sit ophold i Ringsted udgav han en samling prædikener over evangeliske tekster i tre bind (1779-87), som står på højdepunkt med datidens bedste homiletiske tekster.
Hansen havde trods kongens vanskeligheder sympati for monarken og blev spotvist kaldet Christian VII’s Pattebroder. Biskop Engelstoft forsvarede dog Hansen.
I 1787 blev han sognepræst ved Helliggejstes Kirke i København og viste her interesse for almueskolevæsenets forbedring og fattigvæsenets omordning. Dog forsømte han ikke det teologiske studium. I 1793 erhvervede han den teologiske doktorgrad fra Halle, og i 1795 udgav han en praktisk-teologisk afhandling med titlen Om en Religionslærers Gravitet. Det er en delvis fri bearbejdelse af nogle tyske afhandlinger. Hansen forsøger at besvare, hvor vidt en præst tør at tillade eller nægte sig visse friheder uden at forarge den svagere del af menigheden.
I 1798 blev han et virksomt medlem af den direktion, som udarbejdede Planen af 2. juli 1799 til Københavns Fattigvæsen. I marts samme år udnævnes han til biskop i Kristianssands Stift. Her fik hans reformiver endnu mere plads.
Hansen gjorde selv rede for sit arbejde i Arkiv for Skolevæsenets og Oplysnings Udbredelse i Christianssands Stift, som er udgivet i to bind i perioden 1800 til 1803. Beskrivelsen, han gav af almuens vilkår i stiftet, var højst sørgelig, men han arbejdede hårdt for at forbedre vilkårene og fik oprettet selskaber til oplysning og rasede mod overtro. Ydermere fik han uddannet skolelærere, indførte en evangelisk-kristelig salmebog og meget andet. Inden alle disse reformer bar frugt, blev han kaldt til en ny virkeplads i 1803, hvor han overtog Fyns bispestol. Under sit ophold i Norge blev han medlem af det norske Videnskabernes Selskab.
I Odense levede han til sin død. Blandt hans embedshandlinger i Odense bemærkedes det særligt, at han ikke forhindrede nedbrydningen af Odenses gamle Gråbrødre Kirke, som blev besluttet i 1805. I den forbindelse blev Hansen fremstillet som «Kirkestormer». Hansen var dog skyldfri i denne nedbrydning, da det var en regeringsbeslutning.
I 1807 viste han sig som ivrig patriot. Han rejste rundt til alle steder i stiftet, hvor der lå garnison og søgte at opildne soldaterne til forsvar.
Hansen besad store evner og var en flittig og ivrig mand, men frugten af hans arbejde var yderst begrænset. Han besad et imponerende ydre, men var oftest ikke særlig vellidt. Der tillagdes ham hovmod og herskesyge.

## Privatliv
Hansen var gift tre gange.
- 1. gang i 1771 med Marie Hedevig Runchel (død 1775), præstedatter fra Sengeløse.
- 2. gang i 1777 med Abel Marie Clausen (død 1796), datter af hofglarmester Clausen i København.
- 3. gang i 1798 med Juliane Marie Rasch (død 20. marts 1834 i Odense), datter af Jochum Rasch, der var inspektør ved Flyvesandet på Tisvilde. Rasch havde været Kammerjomfru hos Enkedronning Juliane Marie og ledsagede ofte Hansen på hans rejser.

I sine sidste år levede Hansen med heftige legemlige lidelser.